# Berg Rabelo
Berg Rabelo, nome artístico de Zildemberg de Sousa Rabelo (Pacoti, 21 de fevereiro de 1979), é um cantor, compositor e instrumentista de forró eletrônico e empresário brasileiro, que integrou os vocais das bandas Caviar com Rapadura, Calcinha Preta, Gatinha Manhosa e Forró Anjo Azul. Atualmente segue em carreira solo.

## Carreira
- Sua carreira na música começou aos 15 anos de idade, no início, Berg participou das bandas: Forró Chapéu de Palha e Forró Sirigüella.

- Em 1998, foi convidado pelo empresário Zeca Aristides para integrar os vocais da banda Caviar com Rapadura, onde permaneceu por cinco anos.
- Em 2001, é convidado por Gilton Andrade para integrar os vocais da banda de forró sergipana Calcinha Preta.[8]
- Em 2004, deixa a banda Calcinha Preta para integrar na Gatinha Manhosa.
- Em 2006, deixa a Gatinha Manhosa e monta o Forró Anjo Azul,[7]
- Em 2012, anuncia uma pausa na carreira.
- Em 2022, após 10 anos ausente dos palcos, Berg volta a cantar, dessa vez em carreira solo, lançando o single "Além da Vida", sendo uma versão de sua autoria da música "I Believe In You" do grupo americano Stryper.
- Em 2023, participou da gravação do audiovisual Atemporal da Calcinha Preta.
- Em 29 de fevereiro de 2024, lançou o seu primeiro álbum solo, intitulado "Forronejo".
- Em 2024, Berg substituiu Daniel Diau em alguns shows da Calcinha Preta por motivos de saúde do artista.[9]
- Em 14 de novembro de 2024, Berg lançou o seu segundo álbum, intitulado "Versões".
- Em 12 de abril de 2025, Berg participou da gravação do audiovisual Atemporal 360° da banda Calcinha Preta, gravado em Maceió.[10]

## Vida pessoal
Berg é casado com a ex-dançarina Hilda Santos desde 2009, mas o namoro é desde 1998, ambos se conheceram na banda Caviar com Rapadura. Em 2012, nasceu Nathan, o primeiro filho do casal.